# Gianpaolo Bellini (Fußballspieler)
Gianpaolo Bellini (* 27. März 1980 in Sarnico) ist ein ehemaliger italienischer Fußballspieler, der seine gesamte Karriere bei Atalanta Bergamo unter Vertrag stand. Er ist mit über 430 wettbewerbsübergreifend absolvierten Partien Rekordspieler des Vereins.

## Karriere

### Im Verein
Er lernte das Fußballspielen in der Jugend von Atalanta Bergamo. Im Jahr 1997 wurde er in die Profimannschaft von Atalanta Bergamo aufgenommen, bestritt aber bis zum Saisonende keine einzige Partie. In der Saison 1998/99 bestritt er vier Spiele in der Serie B für Atalanta Bergamo. In der Saison 1999/00 kam er bereits in zwanzig Ligaspielen zum Einsatz und schaffte mit Atalanta den Aufstieg in die Serie A. Er schaffte mit dem Verein drei Jahre in Folge den Klassenerhalt in der Serie A, musste aber am Ende der Saison 2002/03 in die Serie B absteigen. In der darauffolgenden Saison bestritt Gianpaolo Bellini 30 Partien in der Serie B und es gelangen ihm seine ersten beiden Profitore, es gelang ihm mit den Lombarden der sofortige Wiederaufstieg. Nach einem Jahr in Italiens höchster Spielklasse musste er den vorerst letzten Abstieg in die Serie B hinnehmen. Wieder gelang Bergamo der direkte Wiederaufstieg. Am 15. April 2007 erzielte er in der Partie gegen den FC Turin sein erstes Tor in der Serie A. Mit dem 8. Rang in der Meisterschaft resultierte das beste Ergebnis seit sechs Jahren. Nach dem Abstieg 2010 folgte der direkte Wiederaufstieg.
Im Sommer 2016 beendete Bellini seine Karriere. Mit insgesamt 396 Ligaspielen für Atalanta Bergamo ist Gianpaolo Bellini auf dem ersten Rang in der ewigen Rangliste, nachdem er im Spieljahr 2010/11 den bis dato Führenden Stefano Angeleri, der 317 Ligaspiele für die Lombarden bestritt, überholt hatte.

### Nationalmannschaft
Gianpaolo Bellini gehörte von 2000 bis 2002 dem Kader der italienischen U-21 Nationalmannschaft an. Sein erstes Länderspiel bestritt er am 16. August 2000 in der Partie gegen Mexiko. Er nahm mit Italien an der U-21-Fußball-Europameisterschaft 2002 in der Schweiz teil und kam in allen vier Spielen der Italiener zum Einsatz. Die Mannschaft scheiterte im Halbfinale knapp gegen Tschechien.
Für die A-Nationalmannschaft wurde er nie berücksichtigt.